# Osvajački rat
Osvajački rat je rat s ciljem proširenja svoga područje utjecaja na područja druge države.Cilj je ostvariti nadzor nad područje stranog teritorija. Često je to vojna agresija i ne smatra pravednim ratu.
Osvajački rat razlikuje među ostalim po svojim ciljevima od 
- građanskog rata koji se bori za političkim interesi unutar zemlje,
- oslobodilačkog rat, čiji je cilj postizanje suvereniteta protiv okupacije i ugnjetavanja,
- rat o nasljedstvu, u kojem je riječ o neizravne političke interese u drugim zemljama.

Ostali razlozi za rative mogu biti ratovi za osiguranje trgovačkih putove, prirodne resurse, politički utjecaj, širenje sfere utjecaja, politička ideologija, zaštita vlastitih građana ili civila od napada radikalnih skupina. 